# Eliminatórias da Copa do Mundo FIFA de 2014 - América do Norte, Central e Caribe (primeira fase)
Resultados das partidas da primeira fase das eliminatórias norte, centro-americana e caribenha para a Copa do Mundo FIFA de 2014.
As equipes classificadas entre 26 e 35 no ranking de seleções da CONCACAF de março de 2011, disputaram esta fase eliminatória em partidas de ida e volta. Os classificados foram para a segunda fase.

## Resultados
| 15 de junho de 2011 | Monserrate       | 2 – 5     | Belize                                           | Estádio Ato Boldon, Couva, Trinidad e Tobago[a] |
| 18:00 (UTC−4)       | Hodgson 44', 86' | Relatório | McCaulay 24', 75', 83' · Róches 50' · Kuylen 53' | Público: 100 Árbitro: ATG Bryan Willett         |

| 17 de julho de 2011 | Belize                                  | 3 – 1     | Monserrate  | Estádio Olímpico Metropolitano, San Pedro Sula, Honduras[b] |
| 16:00 (UTC−6)       | Jiménez 23' · McCaulay 59' · Méndez 61' | Relatório | Hodgson 58' | Público: 150 Árbitro: GUA Oscar Reyna                       |

| 8 de julho de 2011 | Anguila | 0 – 2     | República Dominicana  | Estádio Panamericano, San Cristóbal, República Dominicana[c] |
| 15:30 (UTC−4)      |         | Relatório | Peralta 7' · Faña 42' | Público: 1 000 Árbitro: TRI Neal Brizan                      |

| 10 de julho de 2011 | República Dominicana                      | 4 – 0     | Anguila | Estádio Panamericano, San Cristóbal     |
| 15:30 (UTC−4)       | Navarro 18', 42' · Sánchez 27' · Faña 58' | Relatório |         | Público: 1 500 Árbitro: CUB Marcos Brea |

| 3 de julho de 2011 | Ilhas Virgens Americanas | 2 – 0     | Ilhas Virgens Britânicas | Lionel Roberts Park, Charlotte Amalie      |
| 16:00 (UTC−4)      | Lesmond 7' · Klopp 57'   | Relatório |                          | Público: 350 Árbitro: CAN Mauricio Navarro |

| 10 de julho de 2011 | Ilhas Virgens Britânicas | 1 – 2     | Ilhas Virgens Americanas | Sherly Ground, Road Town                 |
| 15:00 (UTC−4)       | Peters 38'               | Relatório | Thomas 2' · Klopp 90+3'  | Público: 600 Árbitro: JAM Kevin Morrison |

| 8 de julho de 2011 | Aruba                                                | 4 – 2     | Santa Lúcia                | Estádio Trinidad, Oranjestad           |
| 20:00 (UTC−4)      | Santos 13' · Escalona 48' · Gomez 76' · D. Abdul 85' | Relatório | K. Edward 20' · Valcin 46' | Público: 300 Árbitro: CAY Nolan Foster |

| 12 de julho de 2011 | Santa Lúcia                             | 4 – 2 (pro) | Aruba                    | Mindoo Philip Park, Castries                |
| 15:30 (UTC−4)       | J. Joseph 14', 29', 71' · Frederick 74' | Relatório   | Gomez 44' · Barradas 76' | Público: 500 Árbitro: GUY Stanley Lancaster |

|                                         |       | Penalidades                        |  |
| Pierre Justin Frederick Edward Williams | 5 – 4 | Bergen Cruden Baten Barradas Gomez |  |

| 2 de julho de 2011 | Turcas e Caicos | 0 – 4     | Bahamas                                        | TCIFA National Academy, Providenciales         |
| 17:00 (UTC−4)      |                 | Relatório | Jean 32', 61' · Hepple 36' (pen) · Louis 90+2' | Público: 1 021 Árbitro: CRC Hugo Cruz Alvarado |

| 9 de julho de 2011 | Bahamas                                              | 6 – 0     | Turcas e Caicos | Roscow A. L. Davies Soccer Field, Nassau  |
| 16:00 (UTC−4)      | Gibson 4' (g.c.) · St. Fleur 17', 64', 73', 84', 90' | Relatório |                 | Público: 1 600 Árbitro: PUR Javier Santos |